# Tařice
Tařice (Aurinia) je rod rostlin z čeledi brukvovité. Jsou to byliny i keře se střídavými jednoduchými listy a čtyřčetnými květy. Rod zahrnuje asi 10 druhů, které byly v minulosti součástí rodu Alyssum. Je rozšířen v Evropě, Asii a druhotně i v Severní Americe. V České republice se vyskytuje tařice skalní.

## Taxonomie a názvosloví
Rod Aurinia byl v minulosti po podrobných studiích evolučních vztahů vyčleněn ze široce pojatého rodu Alyssum. V souvislosti s nejznámějším druhem, tařicí skalní, byl pro rod Aurinia ponechán název tařice a pro rod Alyssum bylo zvoleno nové české jméno, tařinka.

## Rozšíření
Rod Aurinia zahrnuje asi 10 druhů které se vyskytují ve střední a jihovýchodní Evropě a v jihozápadní Asii, některé byly zavlečeny do Severní Ameriky. Největší četnost druhů je v oblasti Středomoří. Na území České republiky roste jediný a tím je tařice skalní.

## Popis

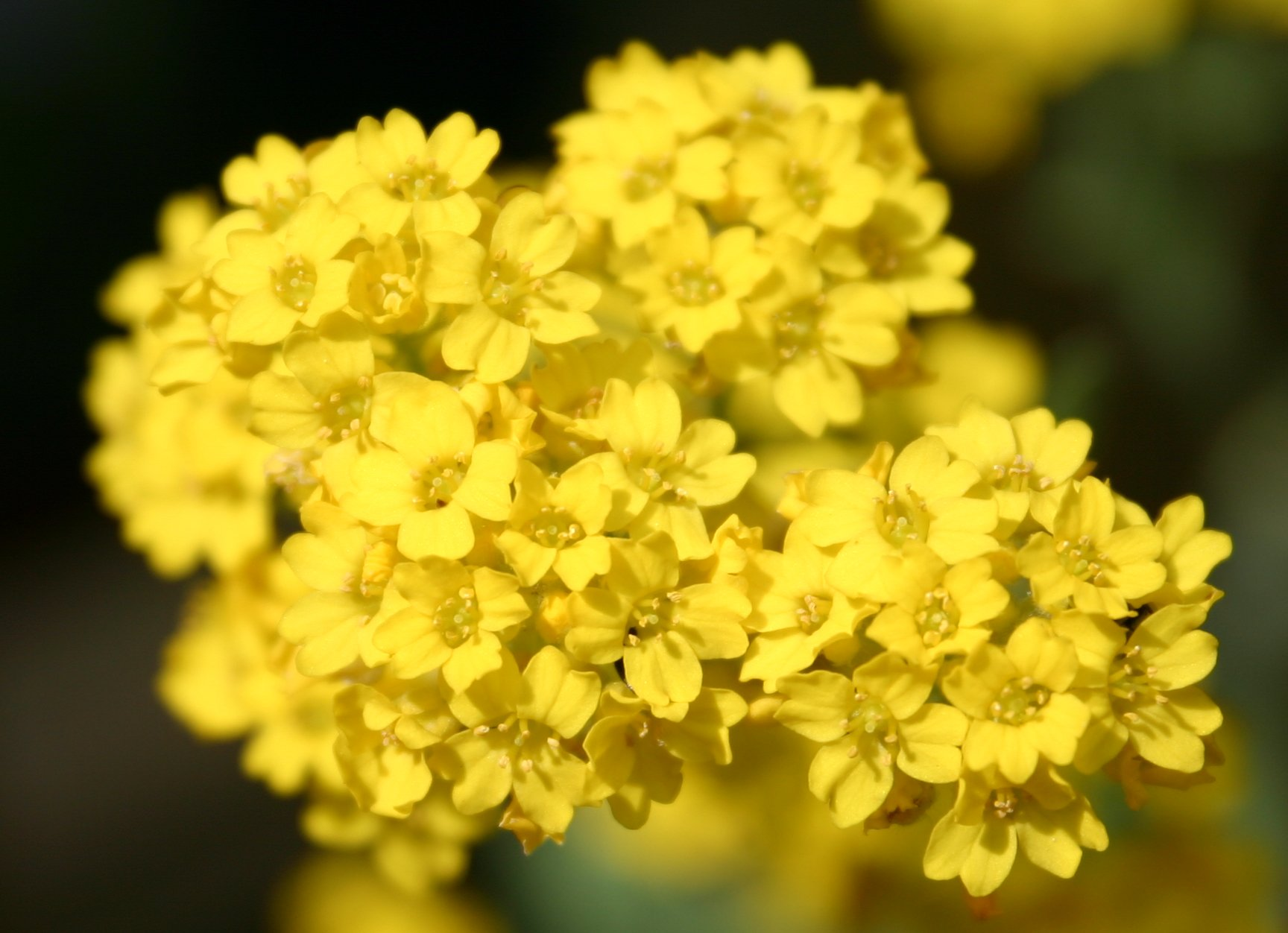
Část květenství tařice skalní zblízka

Rostliny tohoto rodu mohou být jednoleté, dvouleté nebo vytrvalé a bývají to byliny, polokeře i keře, obvykle jsou hustě porostlé nežláznatými hvězdicovitými chloupky na krátkých stopkách. Vyrůstají z vícehlavého kořene a mají početné přízemní listové růžice a přímé nebo vystoupavé, jednoduché nebo větvené květné lodyhy. Obvykle vzpřímené listy v růžici mají dlouhé řapíky a čepele obvejčité až obkopinaté, celistvé nebo oddáleně zoubkované a dorůstají do délky až 15 cm. Přisedlé, střídavě vyrůstající lodyžní listy bývají kopinaté až čárkovité, celokrajné a o hodně menší než přízemní.
Čtyřčetné, oboupohlavné květy na stopkách jsou uspořádány do hustých hroznů tvořících chocholík, spodní větvičky soukvětí jsou někdy do široka oddálené. Volné, vzpřímeně vyrůstající kališní plátky brzy opadávají. Žluté, bílé nebo růžové obvejčité korunní plátky jsou výrazně delší než kališní. Šest čtyřmocných tyčinek s volnými nitkami roste ve dvou kruzích částečně mimo kalich. Dvoudílný semeník obsahuje tři až dvacet vajíček. Chromozomové číslo rodu x = 8.

## Rozmnožování
Plodem je vzpřímeně vyrůstající, podélně zploštělá, snadno pukající šešulka v obryse okrouhlá, elipsovitá až obvejčitá. Je složena ze dvou pouzder ve kterých je po jednom až více plochých, ve vlhku slizujících semen. Rostliny se v přírodě rozšiřují semeny a přirůstáním kořenů.

## Význam
Jsou to obvykle planě rostoucí rostliny z nichž některé se pěstují pro své květy v zahradách jako okrasné rostliny, jednou z nich je tařice skalní. Vyšlechtěné variety používané k ozdobným účelům se pro uchování získaných vlastností rozmnožují řízkováním.